# Differenze tra il galiziano e il portoghese

Mappa cronologica in inglese che mostra lo sviluppo del galiziano (Galician) e del portoghese (Portuguese).

Il galiziano e il portoghese sono due lingue strettamente imparentate, con un alto grado di intelligibilità reciproca. Entrambe si sono sviluppate dall'antico galiziano-portoghese, una lingua romanza che fiorì nella regione nord-occidentale della penisola iberica durante il Medioevo. Tuttavia, sia in galiziano che in portoghese esistono differenze regionali e variazioni dialettali che, in alcuni casi, possono rendere difficile la comprensione.
Le differenze tra il galiziano e il portoghese sono molteplici e si riscontrano sia a livello fonetico e morfosintattico, sia a livello ortografico e lessicale. Alcune di queste differenze sono il risultato della castiglianizzazione del galiziano durante i secoli in cui è stato emarginato come lingua colta, i cosiddetti Séculos Escuros ('secoli oscuri'). Sebbene entrambe abbiano un'origine comune, ci sono opinioni diverse sul fatto che debbano o meno essere considerate lingue separate: alcuni linguisti, sia galiziani che portoghesi; le considerano varietà distinte della stessa lingua, mentre altri le considerano lingue distinte.

## Le differenze
Fonetica
- Assenza nella maggior parte delle parlate galiziane di sibilanti sonore (z /z/, j /ʒ/).[11] Tuttavia, esistono in alcune zone della Bassa Limia e nel galiziano parlato fuori dalla Galizia.
- In galiziano, non esiste un'opposizione tra vocali orali e nasali, sebbene siano presenti in alcune zone di confine. Il galiziano nasalizza le vocali a contatto con le nasali, ma questo non significa una differenziazione fonologica. La consonante «n» alla fine di una parola ha una pronuncia velare nella maggior parte delle situazioni, ad esempio, «can» [ˈkãŋ], 'cane'. Questa pronuncia viene mantenuta anche nei plurali o nelle parole che terminano in -ns; «cans» [ˈkãŋs], cani.
- Le altre differenze sono le stesse che si riscontrano nei dialetti portoghesi settentrionali rispetto al portoghese standardizzato: pronuncia del ch come [/tʃ/], confusione b/v, pronuncia chiara dei dittonghi oi/ou (con alternanza secondo lo schema: loiro/louro), ecc.

Cambiamenti nella coniugazione dei verbi
| Galiziano    | Portoghese   | Spagnolo        | Italiano       |
| ------------ | ------------ | --------------- | -------------- |
| Eu son       | Eu sou       | Yo soy          | Io sono        |
| Vós sodes    | Vós sois     | Tú eres/Vos sos | Tu sei         |
| Eles son     | Eles são     | Ellos son       | Loro sono      |
| Eles falaron | Eles falaram | Ellos hablaron  | Loro parlarono |

Arcaismi
Il comparativo ca ([do] che), dal latino qua > ca; è seguito dal pronome dativo e non dal pronome personale: gal. máis alto ca min / port. mais alto que eu.
Castiglianismi
Si registra un'ampia presenza di castiglianismi (termini di origine castigliana) nel lessico galiziano e portoghese, tuttavia, il galiziano tende a conservare la forma originale:
| Spagnolo     | Galiziano    | Portoghese | Italiano     |
| ------------ | ------------ | ---------- | ------------ |
| Motociclista | Motociclista | Motoqueiro | Motociclista |
| Pena         | Pena         | Penha      | Pena         |
| Repollo      | Repolo       | Repolho    | Cavolo       |
| Castellano   | Castelán     | Castelhano | Castigliano  |